# 다큐시네마
《다큐시네마》는 2018년 1월 30일부터 2019년 7월 30일까지 방송되었다가 2020년 4월 24일부터   방송되고 있는 한국교육방송공사의 시네마 전문 텔레비전 프로그램이다.

## 기획 의도
다큐영화를 소개하는 시네마 전문 텔레비전 프로그램이며 주로 한국의 독립영화를 내보내며해외영화보다 시간이 짧은편이다.(나머지주에 방송되는 해외영화와는 다르게 새벽 3시 이전에 끝난다.)

## 방송 시간
현재 방송 시간은 2020년 4월 24일을 기준으로 한다.
다큐시네마는 영화 상영 시간에 따라 무작위로 달라질 수도 있음
| 방송 채널 | 방송 기간                         | 방송 시간                              |
| --------- | --------------------------------- | -------------------------------------- |
| EBS 1TV   | 2018년 1월 30일                   | 매월 마지막주 화요일 밤 12:30 ~ 무작위 |
| EBS 1TV   | 2019년 4월 30일                   | 매월 마지막주 화요일 밤 12:30 ~ 무작위 |
| EBS 1TV   | 2018년 2월 27일 ~ 2019년 3월 26일 | 매월 마지막주 화요일 밤 12:50 ~ 무작위 |
| EBS 1TV   | 2019년 5월 28일 ~ 2019년 7월 30일 | 매월 마지막주 화요일 밤 12:50 ~ 무작위 |
| EBS 1TV   | 2020년 4월 24일 ~ 2020년 7월 31일 | 매월 마지막주 금요일 밤 12:50 ~ 무작위 |
| EBS 1TV   | 2020년 9월 18일 ~                 | 매월 마지막주 금요일 밤 12:55 ~ 무작위 |

## 방송 회차

### 2018년
| 회차 | 방송일   | 제목              |
| ---- | -------- | ----------------- |
| 1회  | 1월 30일 | 공부의 나라       |
| 2회  | 2월 27일 | 물숨              |
| 3회  | 3월 27일 | 사람이 산다       |
| 4회  | 4월 24일 | 잠수사            |
| 5회  | 5월 29일 | 만신              |
| 6회  | 6월 26일 | 누구에게나 찬란한 |
| 7회  | 7월 31일 | 춤추는 숲         |
| 8회  | 8월 28일 | 그럼에도 불구하고 |